# Sinus

Graficul funcției sinus

Sinus (sin) este o funcție trigonometrică periodică, definită în contextul unui triunghi dreptunghic ca fiind raportul dintre cateta opusă și ipotenuză. Este o funcție impară.  Curba care reprezintă grafic valorile funcției sinus se numește sinusoidă.
Definirea pentru valori ale unghiurilor mai mari de 180 de grade sau π radiani se face cu ajutorul cercului trigonometric.

## Istoric
Nu era cunoscut în Antichitate. Atunci se folosea ca funcție trigonometrică coarda geometrică pentru un cerc cu raza unitate, exprimabilă ca sinus al semiunghiului opus coardei. Valori ale coardelor au fost tabelate de Hiparh și Ptolemeu. 
Denumirea de sinus provine din traducerea (cu erori a denumirii arabe pentru coarde) și apare în 1150 la Gerardo din Cremona. Notația sin din prezent se datorează lui Pierre Herigonne.

## Obținerea unor funcții iraționale prin compunere
Prin compunerea cu arccosinusul și arctangenta se obțin expresii algebrice iraționale.

## Derivata și primitive
Derivata funcției sinus este funcția cosinus:
{\displaystyle f'(x)=\cos(x)}
Primitivele (antiderivatele) sunt:
{\displaystyle \int f(x)\,dx=-\cos(x)+C}
unde C este o constantă de integrare.
O primitivă este, considerând o constantă de integrare nedefinită de valoare zero, negativul funcției cosinus.

### Demonstrație
Pentru obținerea derivatei sunt necesare unele rezultate privind calculul unor limite cu funcțiile sinus și cosinus.
{\displaystyle \lim _{\theta \to 0^{-}}\!{\frac {\sin \theta }{\theta }}\ =\ \lim _{\theta \to 0^{+}}\!{\frac {\sin(-\theta )}{-\theta }}\ =\ \lim _{\theta \to 0^{+}}\!{\frac {-\sin \theta }{-\theta }}\ =\ \lim _{\theta \to 0^{+}}\!{\frac {\sin \theta }{\theta }}\ =\ 1\,.}
{\displaystyle \lim _{\theta \to 0}\,{\frac {\cos \theta -1}{\theta }}\ =\ \lim _{\theta \to 0}\left({\frac {\cos \theta -1}{\theta }}\right)\!\!\left({\frac {\cos \theta +1}{\cos \theta +1}}\right)\ =\ \lim _{\theta \to 0}\,{\frac {\cos ^{2}\!\theta -1}{\theta \,(\cos \theta +1)}}\ =\ \lim _{\theta \to 0}\,{\frac {-\sin ^{2}\theta }{\theta (\cos \theta +1)}}\ =\ \left(-\lim _{\theta \to 0}{\frac {\sin \theta }{\theta }}\right)\!\left(\lim _{\theta \to 0}\,{\frac {\sin \theta }{\cos \theta +1}}\right)\ =\ (-1)\left({\frac {0}{2}}\right)=0\,.}
Se calculează derivata pe baza definiției limită a raportului:
{\displaystyle {\frac {\operatorname {d} }{\operatorname {d} \!\theta }}\,\sin \theta =\lim _{\delta \to 0}{\frac {\sin(\theta +\delta )-\sin \theta }{\delta }}.}
Folosind sinusul sumei unghiurilor sin(α+β) = sin α cos β + sin β cos α, limita raportului ca raport al limitelor și rezultatul de la limita anterioară se obține:
{\displaystyle {\frac {\operatorname {d} }{\operatorname {d} \!\theta }}\,\sin \theta =\lim _{\delta \to 0}{\frac {\sin \theta \cos \delta +\sin \delta \cos \theta -\sin \theta }{\delta }}=\lim _{\delta \to 0}\left({\frac {\sin \delta }{\delta }}\cos \theta +{\frac {\cos \delta -1}{\delta }}\sin \theta \right).}
Folosind limitele pentru sinus and cosinus se obține în final:
{\displaystyle {\frac {\operatorname {d} }{\operatorname {d} \!\theta }}\,\sin \theta =(1)\cos \theta +(0)\sin \theta =\cos \theta \,.}

## Lungimea de arc
Lungimea de arc a curbei sinusului între punctele {\displaystyle a} and {\displaystyle b} e 
{\textstyle \int _{a}^{b}\!{\sqrt {1+\cos ^{2}(x)}}\,dx}
care constitue o integrală eliptică de tipul al doilea.